# Tibron (Spartanin)
Tibron – wódz spartański podczas wojny Spartan z Persami i wojny korynckiej. W 400 p.n.e. został wysłany wraz z 5000 ludzi by wesprzeć mieszkańców Jonii w walce z satrapą Tissafernesem. Tibron, po pojawieniu się w Azji, otrzymał wsparcie sojuszników, w tym Greków z Cyreny i mieszkańców Pergamonu. Pozwolił jednak swoim żołnierzom dokonywać grabieży na ziemi sojuszników, za co został zmuszony do powrotu do Sparty, osądzony i ukarany grzywną. W 392 p.n.e. został wysłany do walki z perskim satrapą Strutasem. Jego niezorganizowany oddział został zaatakowany przez perską kawalerię a on sam zabity.